# Jacklyn Luu
Jacklyn Luu (Milpitas, 30 de abril de 1999) é uma nadadora artística estadunidense.

## Carreira
Luu nasceu em 30 de abril de 1999. Uma de três filhos, ela cresceu em Milpitas, Califórnia. Ela é uma vietnamita-americana de segunda geração, com sua mãe tendo sido uma refugiada vietnamita. Ela começou a competir em nado sincronizado em 2011 e foi inicialmente um membro do Milpitas Tidal Waves antes de treinar com o Santa Clara Aquamaids do Santa Clara Swim Club.
Luu rapidamente obteve sucesso em competições, ficando em primeiro lugar no evento por equipe e em segundo no evento por dueto no Campeonato Pan-Americano da UANA de 2011. Ela ficou em primeiro lugar novamente no Campeonato UANA de 2012 no evento por equipe e ficou em segundo lugar no evento por equipe e em terceiro no evento por dueto no Campeonato por Faixa Etária de 2013. Ela ficou em primeiro lugar em quatro eventos no Campeonato UANA de 2014 e em três eventos no Campeonato Nacional Júnior de 2015, incluindo a competição solo. Em 2016, ela ganhou o primeiro lugar em três eventos no campeonato nacional e o segundo lugar no evento solo. Ela competiu como parte da equipe dos EUA no campeonato mundial em 2017, ajudando-os a ficar em 11º lugar.
Luu frequentou a Valley Christian High School, onde se formou em 2017. Depois, ela se matriculou na Universidade de Stanford, onde continuou sua carreira de natação, competindo pelo Stanford Cardinal de 2018 a 2022. Em Stanford, ela foi cinco vezes selecionada para o All-American, três vezes campeã nacional individual e foi duas vezes atleta nacional do ano, escolhida pela USA Artistic Swimming. Ela ganhou duas medalhas no campeonato nacional de 2018, cinco medalhas no campeonato nacional de 2019, quatro medalhas no campeonato nacional de 2021 e três medalhas no campeonato nacional de 2022. Ela se formou em Stanford após a temporada de 2022.
Luu competiu pelos EUA na Copa do Mundo de Natação Aquática de 2023 , ganhando três medalhas, e no Campeonato Mundial de Esportes Aquáticos de 2023, ganhando uma medalha de bronze. Ela ganhou um bronze no Campeonato Mundial de Esportes Aquáticos de 2024 e três medalhas na Copa do Mundo de 2024. Nos Jogos Olímpicos de Verão de 2024, em Paris, conquistou a medalha de prata na competição por equipes na natação artística, ao lado de Anita Alvarez, Jaime Czarkowski, Megumi Field, Keana Hunter, Audrey Kwon, Daniella Ramirez e Ruby Remati.